# Sztob
Sztob egy falu Nyugat-Bulgáriában, Kjusztendil megyében, Kocserinovo önkormányzat területén.

## Földrajz
A település a Rila-hegység nyugati lejtőin, közvetlenül a Rila patak és a Rilai kolostor völgyének a bejáratánál helyezkedik el. Itt találhatók a Sztobi piramisok.

## Története
Sztobot 1189/90-ben erődként említik. 1254-ben ezt a területet a Nikaiai Császársághoz csatolták. Sztob erődként fontos szerepet játszott az egész középkorban. 

## Fordítás
- Ez a szócikk részben vagy egészben  a(z)   Стоб című bolgár Wikipédia-szócikk ezen változatának fordításán alapul.  Az eredeti cikk szerkesztőit annak laptörténete sorolja fel. Ez a jelzés csupán a megfogalmazás eredetét és a szerzői jogokat jelzi, nem szolgál a cikkben szereplő információk forrásmegjelöléseként.